# Звезда Саида Али
Орден Звезда Саида Али (фр. Étoile de Said Ali) — награда султаната Нгазиджа, бывшая колониальная награда Франции. Был учреждён в 1874 году в султанате Анжуан, объявлен французским колониальным орденом 12 сентября 1896 года и упразднён в результате орденской реформы 3 декабря 1963 года.

## История
Будучи первым правителем объединённого государства, Саид Али бин Саид Омар учредил орден «Звезда Саида Али» также известный как «Звезда Гранд-Комора». Он вручался в знак признания заслуг гражданским или военным лицам. Орден имел четыре степени: большая звезда, командор, офицер и рыцарь. Был разработан в сочетании европейского и арабского стилей.  Поскольку монарх и его подданные исповедовали ислам, для дизайна вместо креста была выбрана звезда с полумесяцем.
Большая звезда представлял из себя представляет собой полумесяц из серебра , украшенного в арабском стиле, с серебряной звездой под ним, инкрустированными бриллиантами . Лента темно-красная с вышитыми золотой нитью звездами. На серебряном полумесяце выгравирован арабский текст, а два конца украшены бриллиантами. В качестве возвышения и соединения с лентой установлена пряжка с тремя лепестками. Звезда украшена большим бриллиантом в центре.
Конструкция низших степеней представляет собой двухстороннюю пятиконечную звезду из темно-зеленой эмали с золотыми шариковыми наконечниками на конце каждой вершины. В центре звезды была помещена рельефная надпись на арабском языке. Она была подвешена к большому позолоченному полумесяцу с маленькими звездами из зеленой эмали на нем (три на командорском ранге, две на офицерском и одна на рыцарском). Изначально вместо эмали использовали неэмалированный металл из-за чего вид этого ордена значительно отличается от более поздней эмалированной версии 1896 года.

## Известные кавалеры
- Саид Али бин Саид Омар